# Aaron Stone
Aaron Stone este un serial de acțiune creat de Bruce Kalish, primul serial original Disney XD. Este vorba despre un  adolescent care e pe cale să devină versiunea reală a unui personaj dintr-un joc online de luptă împotriva infracțiunilor. Serialul îi are ca protagoniști pe Kelly Blatz, David Lambert, JP Manoux și Tania Gunadi. În România premiera serialului a avut loc la Disney Channel pe 10 octombrie 2009.

## Poveste
Charlie Landers are 16 ani și avatarul său în jocul "Hero Rising" se numește Aaron Stone. Viața sa s-a schimbat pentru totdeauna când creatorul jocului video "Hero Rising", miliardarul T. Abner Hall (Martin Roach) îl informează despre adevărata Sfidare Omega și îl recrutează pe Charlie să devină Aaron Stone în viața reală. Fiecare episod conține unul din membrii Sfidării Omega pe care Aaron încearcă să îi doboare. 
Ca și avatarul său din joc, Aaron poartă o uniformă protectoare cu gadgeturi de înaltă tehnologie, arme și tenișii antigravitaționali X-5 pentru misiunile sale din jurul lumii.
Ca ajutor, în misiuni este acompaniat de cel mai de încredere android al lui Hall numit S.T.A.N. (Simulator Tactic de Asistență Neo-uman - Sentient Tactical Assisting Neo-human) (JP Manoux) și unul din specialiștii în arme ai lui Hall, Emma Lau (Tania Gunadi).

## Personaje

### Principale
- Kelly Blatz ca Charlie Landers/Aaron Stone: Protagonistul, care își însușește rolul avatarului său dintr-un joc video pentru a-și proteja familia și lumea. Avatarul său din Hero Rising și identitatea secretă din viața reală sunt numite "Aaron Stone"
- David Lambert ca Jason Landers/Terminus Mag: Fratele lui Charlie, mai mic, în vârstă de 14 ani, care ca și Charlie, e un jucător entuziasmat de jocurile online. Abilitățile sale de a juca sunt foarte slabe. Apare în joc ca Terminus Mag, un robot auriu uriaș care e aliatul fratelui său. Jason nu are nici o idee despre identitatea secretă a fratelui său.
- J. P. Manoux ca S.T.A.N.: Secundul android al lui Charlie. Numele său pare a fi un acronim pentru "Sentient Tactical Assisting Neo-human" (Santinela Tactică de Asistență Neo-umană). Stan e condus de cele trei legi ale Roboticii: Nu are voie să rănească oameni sau să lase oamenii să fie răniți, și trebuie să asculte ordinele.
- Tania Gunadi ca Emma Lau/Dark Tamara: E vecina de alături a lui Charlie. Știe de identitatea dublă a lui Charlie de la domnul Hall. E expertă în hacking, deoarece a accesat camera lui Vas și Ram în Kolkata după ce s-a infiltrat în laptopul lui Charlie. Ea a creat majoritatea armelor lui Charlie. Asemeni lui Charlie și ea are un „alter-ego", avatarul ei, Dark Tamara.

### Curente
- Martin Roach ca T. Abner Hall:Președintele a Holl Industries și producătorul jocului "Erou în devenire". El este mentorul lui Charlie și creatorul lui Stan. A fost ideea lui de a ajuta lumea, prin crearea unui think-tank, ceea ce duce la crearea de ser ,care sa transformat Sfidarea Omega în ticăloși puși pe distrugere. În apărarea lui Hall, el a spus să nu le permită să ia serul, deoarece a fost încă în testare. El a refuzat cererea de la grupul de a lua flaconul său de ser și optează în loc să folosească toate resursele lui Hall Industries a ajutat la obținerea în jos Defiance Omega și a reseta daunele pe care serul le-a provocat. Dl Sala este întotdeauna văzut, cu fața ascunsă în umbre. El face pe acest scop, ca oricine care vede fața lui ar deveni o țintă a Sfidării Omega. Fața lui Dl Hall pot fi uneori un vag întocmit, dar niciodată complet văzută, chiar și în flashback-urile.
- Shauna MacDonald ca Amanda Landers: Ea este mama lui Charlie&Jason și un nou angajat la HALL Industries.

### Inamici
Sfidarea Omega
- Anthony J. Mifsud ca Dr.Necross: Un chimist, care este specializat în crearea de seruri periculoase și a toxinelor. Numele lui este derivat dintr-un termen sensul grec "moarte". Dr. Necros este în prezent Deteriorat lui prizonier.
- Kent Staines ca Cronis:
- Steven Yaffee ca Xero:
- Serain Boylan ca Cerebella:

## Episoade
| Statele Unite | Statele Unite | Statele Unite | Statele Unite     | Statele Unite     |
| Sezon         | Sezon         | Episoade      | Primul episod     | Ultimul episod    |
| ------------- | ------------- | ------------- | ----------------- | ----------------- |
|               | 1             | 21            | 13 februarie 2009 | 27 noiembrie 2009 |
|               | 2             | 14            | 24 februarie 2010 | 30 Iulie 2010     |